# Juan Bas
 (décembre 2018).
Si vous disposez d'ouvrages ou d'articles de référence ou si vous connaissez des sites web de qualité traitant du thème abordé ici, merci de compléter l'article en donnant les références utiles à sa vérifiabilité et en les liant à la section « Notes et références ».
Pour les articles homonymes, voir Bas.
Juan Bas, né le 19 décembre 1959 à Bilbao en Espagne, est un écrivain et scénariste espagnol qui rédige des scripts pour le cinéma, la radio, la télévision et la bande dessinée.

## Biographie
Il amorce des études en droit à l'Université de Deusto, qu'il abandonne après quelque temps.
Grand amateur de cinéma et amoureux de sa ville natale de Bilbao, il entreprend à partir de 1981 une carrière de scripteur radiophonique et signe les épisodes de la série policière Los casos de la Ribera, diffusée par Radio 3, qui raconte les enquêtes d'un détective dans la vieille ville de Bilbao.
Après son service militaire à Barcelone, Juan Bas décide de s'y installer et devient scénariste de bandes dessinées, notamment pour le magazine El Víbora. À cette époque, il écrit en parallèle des nouvelles pour des publications comme Playboy et Penthouse.
Dans les années 1990, il devient scénariste pour la télévision, puis, en 1999, fait le saut en littérature policière. En plus d'être romancier, il est également chroniqueur du journal El Correo dès 2000. Il fait paraître une anthologie de ses articles en 2007.

## Œuvre

### Romans
- Páginas ocultas de la Historia (1999) (coécrit avec Fernando Marías Amondo)
- La taberna de los 3 monos (2001)
- El oro de los carlistas (2001)
- Glabro, legionario de Roma 2002
- Alacranes en su tinta (2002) Publié en français sous le titre Scorpions pressés, traduit par Isabelle Gagnon, Paris, Gallimard, Série noire no 2734, 2005  (ISBN 2-07-042915-6)
- Tratado sobre la resaca (2003)
- La cuenta atrás 2004
- Voracidad (2006)
- Ostras para Dimitri (2012) Publié en français sous le titre Vade retro Dimitri, Arles, Rouergue, 2013  (ISBN 978-2-8126-0479-9)

### Recueil d'articles publiés dansEl Correo
- El número de tontos 2007 (2007)

## Filmographie

### À la télévision
- 1994 – 1995 : 6 épisodes de la série télévisée espagnole Farmacia de guardia
- 1996 – 1997 : 2 épisodes de la série télévisée espagnole Turno de oficio: Diez años después
- 1999 : série télévisée documentaire Páginas ocultas de la historia
- 2000 : 2 épisodes de la série télévisée espagnole Jacinto Durante, representante (es)
- 2002 : 1 épisode de la série télévisée espagnole Ana y los 7 (es)

### Au cinéma
- 2013 : Umezurtzak, film espagnol réalisé par Ernesto Del Río